# Черкесская кухня
Черкесская кухня, также адыгская кухня — разновидность кавказской кухни, названная по имени одного из горских народов — (черкесы).

## Описание
Основу питания черкесов (они же адыги) составляли мясо-молочные блюда, что отражает реалии пастушеского быта данного народа.

## Национальные блюда и продукты
Адыги или Черкесы были очень умерены и скромны в еде. Чрезмерное потребление пищи порицалось. Считалось что со стола нужно уходить чуть голодным. Очень редко мясо жарилось, основу питания составляло вареная пища.
Мясо («лягур», преимущественно баранина) готовится при минимальном наборе специй, основу которых составляют соль, чёрный перец и чабрец. Традиционной формой его приготовления является шашлык. Курицу приготовляют на манер чахохбили и называют «гедлибже» или «джэдлыбжьэ» (основу для тушения составляет сливочный соус). Из птицы, гусь по Терски (на Адыгском, Черкесском - къаз цӀыртӀ) гусь тушеный на медленном огне вместе с варенными галушками, заправляется вываренным жиром из гуся. 
В состав черкесских супов неизменно входила фасоль.
Широкое распространение в черкесской кухне получил плов.
Одним из главных блюд черкесской (адыгейской) кухни является щипс - густой суп или соус. В зависимости от основных ингредиентов он может быть мясным, овощным или кисломолочным
.
Сладкие блюда и десерты как таковые нехарактерны для черкесской кухни. Обыкновенной их функцию выполняет адыгейский сыр. Тем не менее от других восточных народов к черкесам перешло такое лакомство как халва. Также на сладкое подают печенья курамбий, готовят из топленого сливочного масла, сахара и муки и халиуа (хьалыо). Большое распространение получили также блюда из кукурузной муки, из которой делают лепешку «нартук-чыржин».
Из напитков характерны чай и кисломолочные продукты типа айрана («кундапсо»). Слабоалкогольные напитки представлены махсыма.
Из выпечки также в черкесской кухне подаются гуубаты (хьаку хьалыжъо) с адыгейским сыром внутри теста. Халюжи (хьалыжъо) также с адыгейским сыром внутри, обжариваемое в масле. Украшением кухни является ещё и палкао (пэлъкъао), тесто смазывается сахарным сиропом, обжаривается в масле при высоких температурах.